# Edle Krone
Edle Krone ist eine Siedlung nahe der Mündung des Höckenbachs in die Wilde Weißeritz im Südosten des Tharandter Walds in Sachsen. Die Gemeinden Dorfhain und Klingenberg sowie die Stadt Tharandt grenzen hier aneinander an, alle drei Gemeinden gehören dem Landkreis Sächsische Schweiz-Osterzgebirge an.

## Geografie und Verwaltung

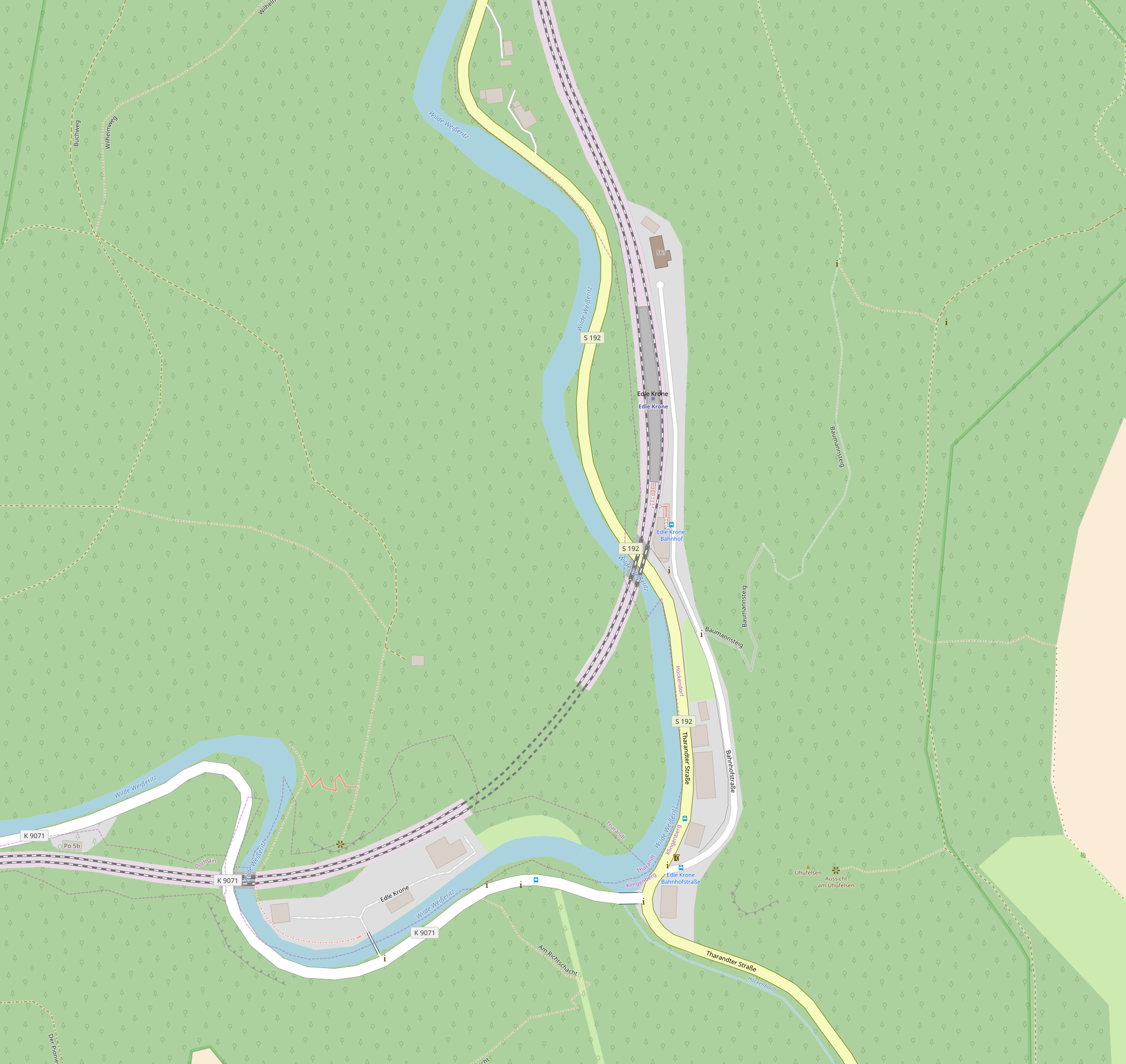
Edle Krone, die Gemarkungen sind mit lila Strichen markiert (Stand 2017).

Die vorhandene Bebauung gehört überwiegend zur Gemarkung Höckendorf der Gemeinde Klingenberg, dies betrifft die Gebäude östlich des Höckenbachs und der Wilden Weißeritz, unter anderem auch das Empfangsgebäude des Bahnhofs Edle Krone. Die übrige Wohn- und Gewerbebebauung am anderen Weißeritzufer gehört zu Dorfhain. Das westliche Portal des Eisenbahntunnels liegt ebenso auf Dorfhainer Flur, der überwiegende Teil des Eisenbahntunnels liegt jedoch auf dem Gebiet der Stadt Tharandt. Die Gemarkungsgrenze zwischen Höckendorf einerseits und Dorfhain bzw. Tharandt andererseits orientiert sich im Bereich der Siedlung Edle Krone am Verlauf der Wilden Weißeritz, ist jedoch nicht vollständig mit dem Flusslauf identisch. In keiner der drei Gemeinden wird Edle Krone als eigenständiger Ortsteil geführt.
Das Ortszentrum Dorfhains liegt in südwestlicher Richtung etwa zwei Kilometer flussaufwärts der Wilden Weißeritz. Die Ortslage Höckendorf ist ebenso etwa zwei Kilometer entfernt und liegt in südlicher Richtung flussaufwärts des Höckenbachs. Die Kernstadt Tharandt liegt etwa 4 km in nördlicher Richtung flussabwärts der Wilden Weißeritz. Weitere naheliegende Ortschaften außerhalb des Weißeritz- und des Höckenbachtals sind in östlicher Richtung Somsdorf, Lübau und Borlas.

## Geschichte
Name und Ursprung der nur wenige Häuser umfassenden Siedlung gehen auf den Bergbau zurück. Die namensgebende Zeche „edle Crone“ wurde 1557 erwähnt. Der Abbau von Silbererzen reicht hier am Zusammenfluss von Wilder Weißeritz und Höckenbach vermutlich bis ins 14. Jahrhundert zurück. Maßgeblicher Initiator war die Freiberger Patrizierfamilie von Theler, deren Mitglieder seit 1351 als Erbherren in Höckendorf und Dorfhain auftraten. Die Blütezeit des Bergbaus lag in der ersten Hälfte des 16. Jahrhunderts. Zwischen 1525 und 1570 lieferten allein die drei Gruben „Krone“, „St. Georg“ und „Krone 2. und 3. obere Maß“ 666,5 Kilogramm Silber.
Der Sage nach soll der durch den Bergbau reich gewordene Caspar Theler 1557 mit Gästen ein Festmahl unter Tage eingenommen haben. Die Festgesellschaft wurde jedoch von einem schweren Wolkenbruch überrascht, das den Wasserstand der Weißeritz ansteigen und die Grubenbaue absaufen ließ. Dabei soll die Hälfte der Festgesellschaft ums Leben gekommen sein. Ein derartiges Hochwasser hat jedoch wahrscheinlich nie stattgefunden. Vielmehr ließen die zurückgehenden Erzanbrüche den Bergbau zunehmend unrentabel werden, so dass Joseph Benno Theler 1565 seinen Höckendorfer Besitz samt den Bergwerken von Edle Krone an Kurfürst August verkaufte, der mit dem Grundbesitz ein großes Hofgut anlegen wollte.
Der Dreißigjährige Krieg brachte den Bergbau in Edle Krone und Umgebung zum Erliegen. Das 18. Jahrhundert war von verschiedenen, aber erfolglos verlaufenden Wiederaufnahmebemühungen geprägt.

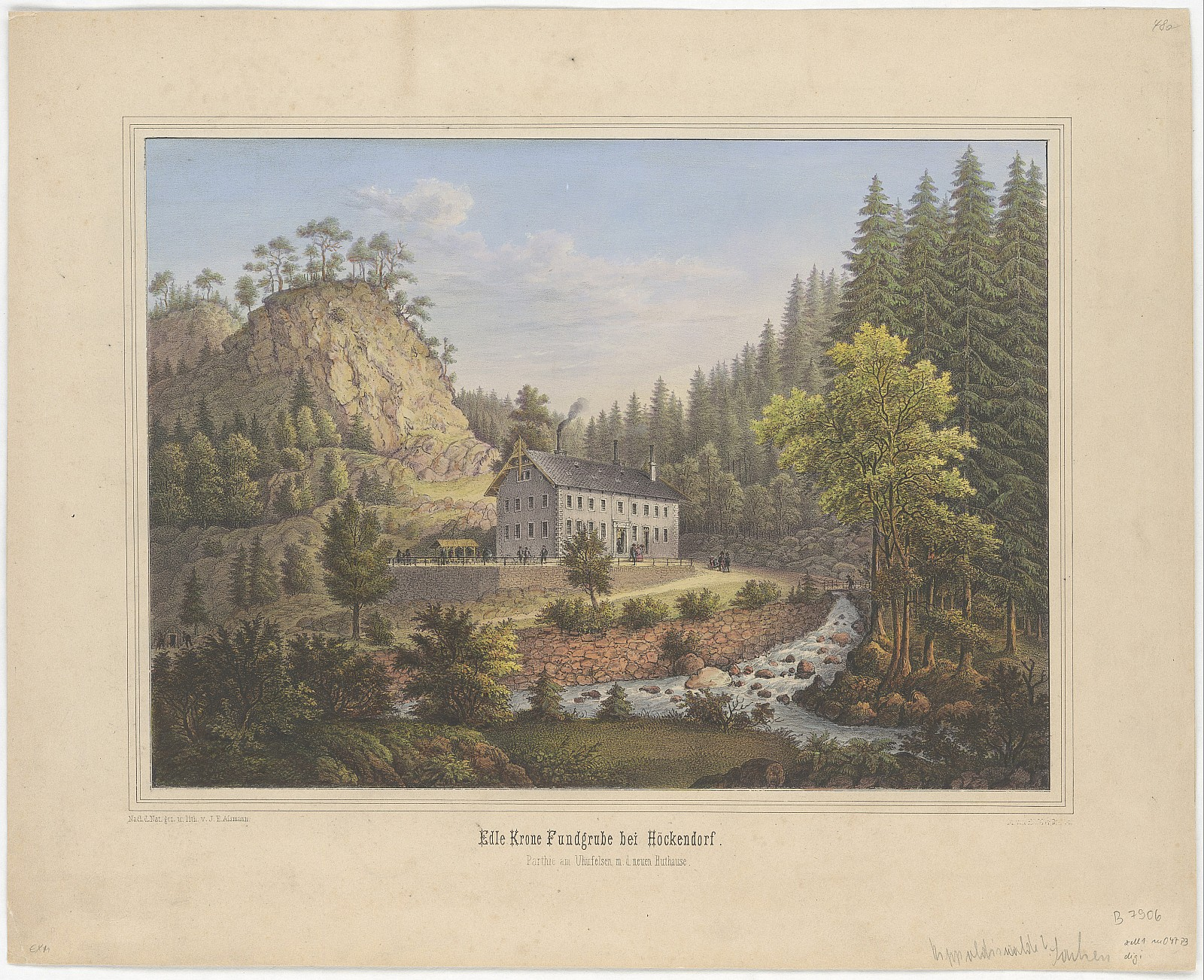
Das „neue Huthaus“ am Zusammenfluss von Höckenbach und Wilder Weißeritz in Edle Krone. Nach Angaben der Deutschen Fotothek wird die Ansicht auf 1850 datiert.

Erst im 19. Jahrhundert wurde der Bergbau nochmals kurzzeitig intensiviert. Die bereits ab 1545 nachweisbare Grube „Edle Krone“ wurde ab 1798 neu erschlossen und erweitert. Ein ab 1858 abgeteufter Richtschacht erreichte eine Teufe von 300 Metern, ohne jedoch auf lohnende Erzanbrüche zu stoßen, so dass die Grube 1886 stillgelegt wurde. Vom Grubenbetrieb zeugt heute noch das 1858/59 erbaute Huthaus, das später als Hotel, Gastwirtschaft und Wohnhaus genutzt wurde.

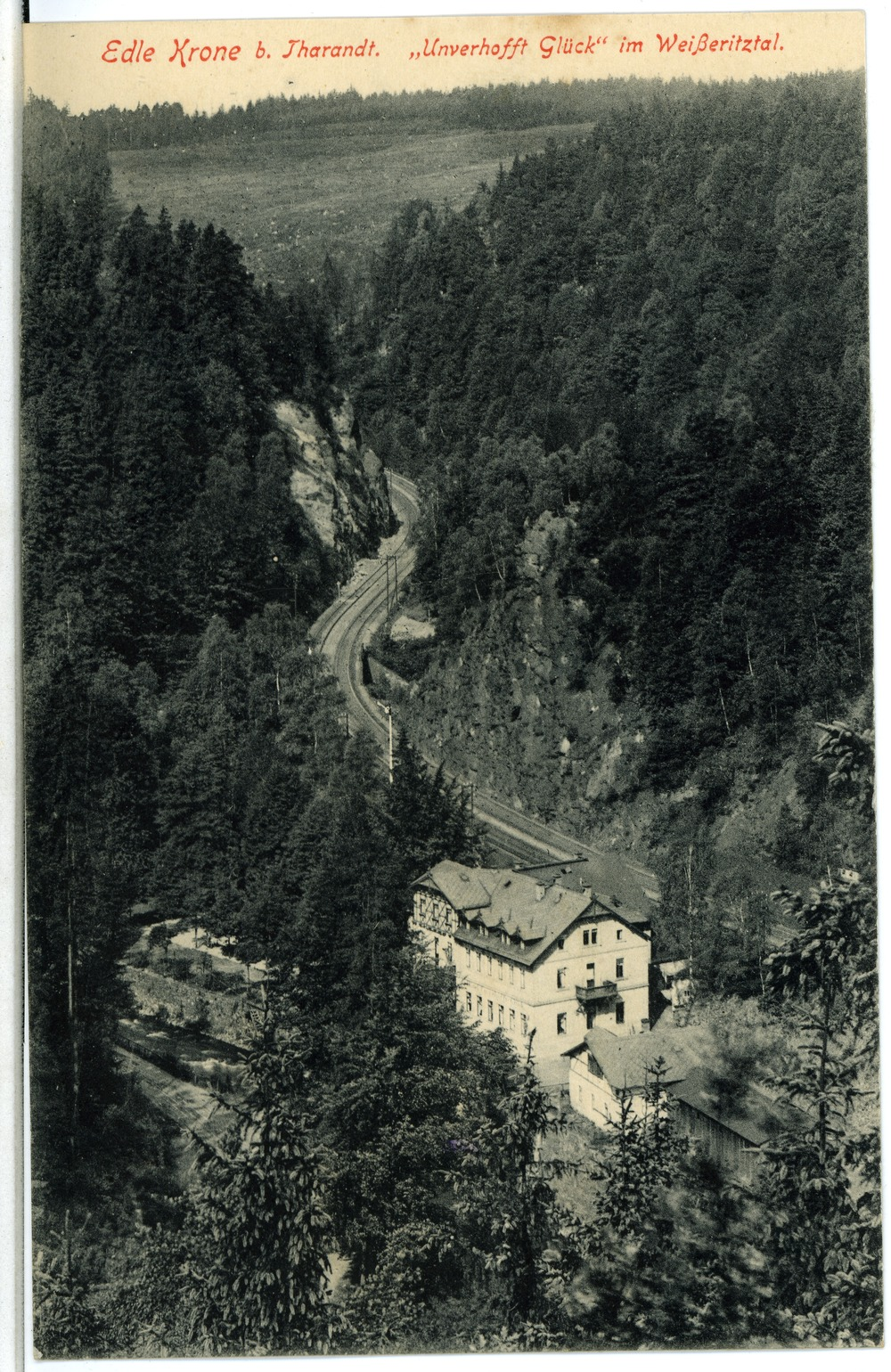
Gebäude und Anlagen der vormaligen Grube „Unverhofft Glück“ zwischen Wilder Weißeritz und der Eisenbahnstrecke, Blick weißeritzaufwärts in Richtung Dorfhain bzw. Seerenbachmündung (1903).

Auch die bereits seit dem 15. Jahrhundert nachweisbare Grube „Unverhofft Glück“ wurde ab 1842 neu erschlossen und erweitert. Die hier 1856 auf dem neu abgeteuften „Thelerschacht“ eingebaute 6-PS-Dampfmaschine war einer der ersten ihrer Art im erzgebirgischen Erzbergbau. Zwischen 1856 und 1866 lieferte „Unverhofft Glück“ etwa 1.300 Kilogramm Silber, damit konnte die Grube kurzzeitig rentabel betrieben werden. Ab 1866 wurde die Förderung jedoch wegen zurückgehender Erzanbrüche schrittweise eingestellt. Die Grubengebäude nutzte eine Fabrik zur Holzschliffherstellung. 1890 wurde das Gebäude des „Thelerschachtes“ abgebrochen und durch einen Hotelneubau ersetzt. Allerdings erfolgte bereits 1925 die Rückumwandlung in eine Fabrik (Kunstharzpresserei). Zu DDR-Zeiten war die Fabrik ein Betriebsteil des VEB Technoplast Obercunnersdorf. Heute ist es ein Wohnhaus.
In einem Gesuch mehrerer Gemeinden an das damalige Ministerium des Innern von 1856 zur Errichtung der Eisenbahn zwischen Tharandt und Freiberg über Edle Krone und durch das Seerental wurden „das bekannte Bergwerk, die Edle Krone“ und die „neuerdings an reichen Silbererzen erschlossene Grube Unverhofft Glück“ sowie die „Belebung der Wirtschaft durch Communikation mit dem Plauenschen Grunde“ und weitere Vorteile erwähnt. Auch im zugehörigen Beschluss der Kammern und Stände von 1857 zur tatsächlichen Errichtung der Eisenbahn wurde unter anderem auf die beiden „in rapider Vergrößerung begriffenen, Kohlen nehmenden und Silber gebenden Erzgruben Unverhofft Glück und Edle Krone“ Bezug genommen. Die Eisenbahnstrecke mit dem Haltepunkt Edle Krone wurde 1862 in Betrieb genommen. 
Beim Augusthochwasser 2002 waren in Edle Krone schwere Überschwemmungen zu verzeichnen. Zwei Gebäude wurden durch die Wassermassen zerstört. Die durch den Ort verlaufenden Straßen von Tharandt nach Dorfhain bzw. Höckendorf wurden völlig zerstört. Der Wiederaufbau der Verkehrsinfrastruktur sowie der Gewässerstützmauern dauerte bis 2005 an.
Im Jahr 1875 gehörte der Ort Edle Krone zu Höckendorf und war damit Teil der Amtshauptmannschaft Dippoldiswalde und von 1952 bis 1994 des (Land-)Kreises Dippoldiswalde. Seitdem gehörte Edle Krone bis 2008 zum Weißeritzkreis, anschließend zum Landkreis Sächsische Schweiz-Osterzgebirge.

## Verkehr

### Eisenbahnverkehr

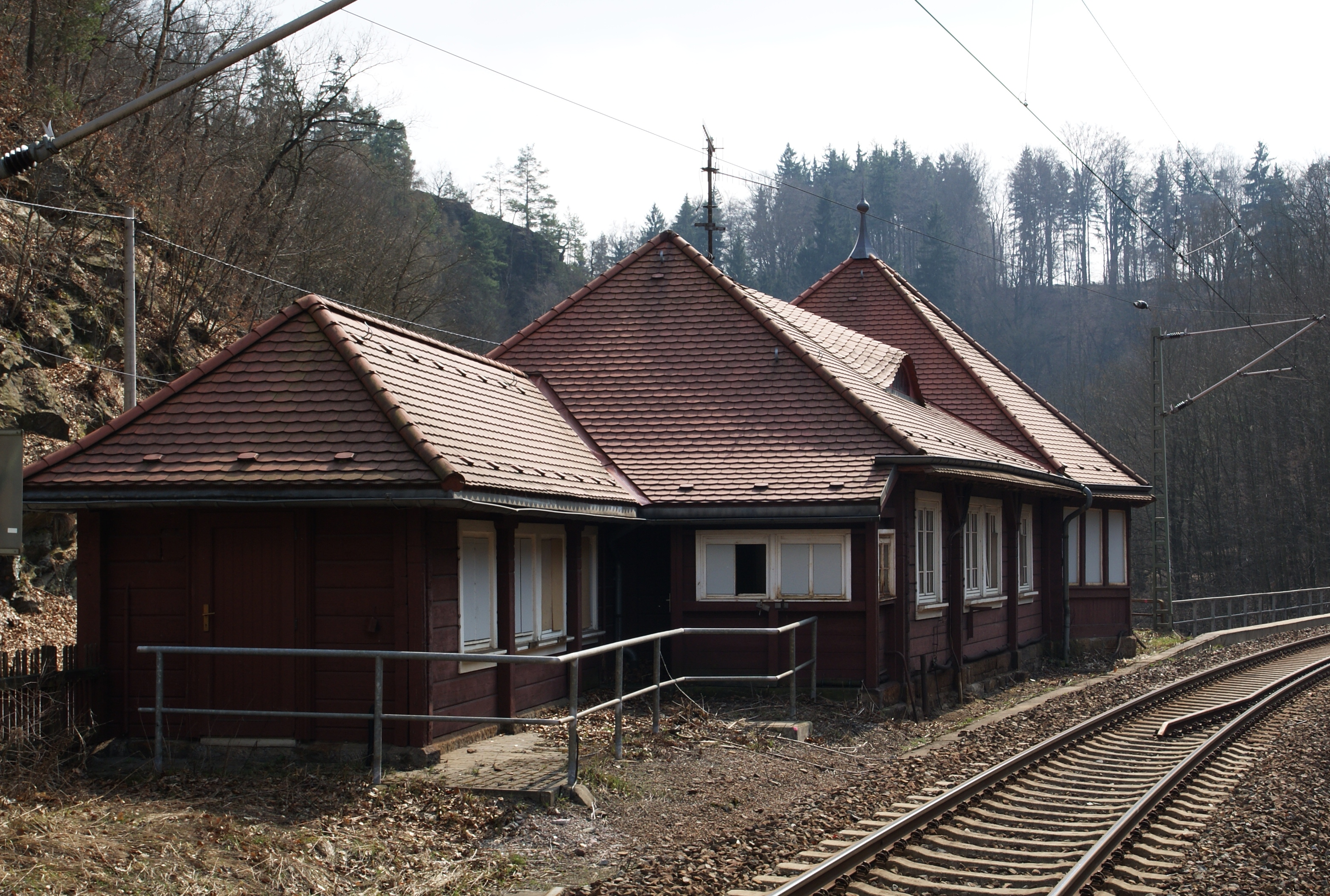
Ehemaliges Empfangsgebäude des Bahnhofs Edle Krone, vom Bahnsteig aus gesehen (2011).

Edle Krone liegt an der zweigleisigen, elektrifizierten Bahnstrecke Dresden–Werdau, einer Teilstrecke der Sachsen-Franken-Magistrale. Der hiesige Haltepunkt und der markante Tunnel befinden sich etwa am Streckenkilometer 18,0 und in Streckenrichtung nach etwa einem Drittel der 11,6 km langen Steilstrecke zwischen den Bahnhöfen Tharandt und Klingenberg-Colmnitz. Die Steilrampe weist eine Maximalneigung von 1:39 auf; der etwa 7,3 km südwestlich von Edle Krone, flussaufwärts gelegene Bahnhof Klingenberg-Colmnitz liegt 228 Meter höher als der rund 4,3 km nordöstlich, flussabwärts gelegene Bahnhof Tharandt. Bekannte Zwischenfälle im Eisenbahnverkehr rund um Edle Krone sind wenigstens indirekt entweder auf den Bergbau zurückzuführen oder auf die vergleichsweise hohe Neigung der Bahnstrecke (Schiebedienst, Bremsversagen).

#### Bahnhof
Seitdem 1862 die bis dahin in Tharandt endende Strecke der Albertsbahn AG nach Freiberg verlängert wurde, besteht in Edle Krone eine Bahnstation. Diese wurde am 11. August 1862 als Haltestelle Höckendorf eröffnet und 1871 in Edle Krone umbenannt, am 1. Mai 1905 zum Bahnhof gewidmet und am 31. Juli 1999 zum Haltepunkt zurückgestuft.
Das 1862 errichtete Empfangsgebäude war ein Wärterhaus I. Klasse mit Seitenanbauten, 1879 wurde ein Güterschuppen ergänzt, 1881 ein Wirtschaftsgebäude, 1901 folgte ein Wohnhaus. 1907 wurden die Anlagen des Bahnhofs umfassend umgestaltet: Es entstanden das noch heute bestehende Empfangsgebäude, ein neuer Güterschuppen sowie ein Personentunnel zu den Bahnsteigen. Es wurden 1924 die Bahnmeisterei aufgelöst, 1999 der Güterschuppen abgerissen und im Juli 2000 das Stellwerk B1 aufgelassen. Nach anderen Angaben erfolgte der umfassende Bahnhofsumbau erst 1908.
Das Stationsgebäude ist außergewöhnlich in Blockhausbauweise, in Form eines Pferdegöpels aus dem Bergbau gestaltet. Das unter Denkmalschutz stehende Bahnhofsgebäude wurde 2011 von der Gemeinde Klingenberg erworben und wird seitdem vom Förderverein Edle Krone genutzt. Hier befindet sich ein kleines Eisenbahnmuseum, außerdem finden gelegentlich Veranstaltungen statt. Künftig soll das Gebäude als Begegnungszentrum und „Wanderbahnhof“ für Touristen ausgebaut werden.
Im Güterverkehr wird die Betriebsstelle nicht mehr bedient, dem Personenverkehr dienen die Regionalbahn-Linie RB30 Dresden–Freiberg–Chemnitz–Zwickau und die S-Bahn-Linie S3 Dresden–Tharandt–Freiberg. Durch Überlagerung beider Linien bestehen in der werktäglichen Hauptverkehrszeit halbstündliche Verbindungen in beide Richtungen, in der Nebenverkehrszeit stündlich (Stand Jahresfahrpläne 2017–2022). Die S-Bahn-Linie wird von DB Regio Südost, die Regionalbahnlinie RB30 von der Bayerischen Oberlandbahn unter der Marketingbezeichnung Mitteldeutsche Regiobahn betrieben, beide Linien im Auftrag des Zweckverbands Verkehrsverbund Oberelbe.

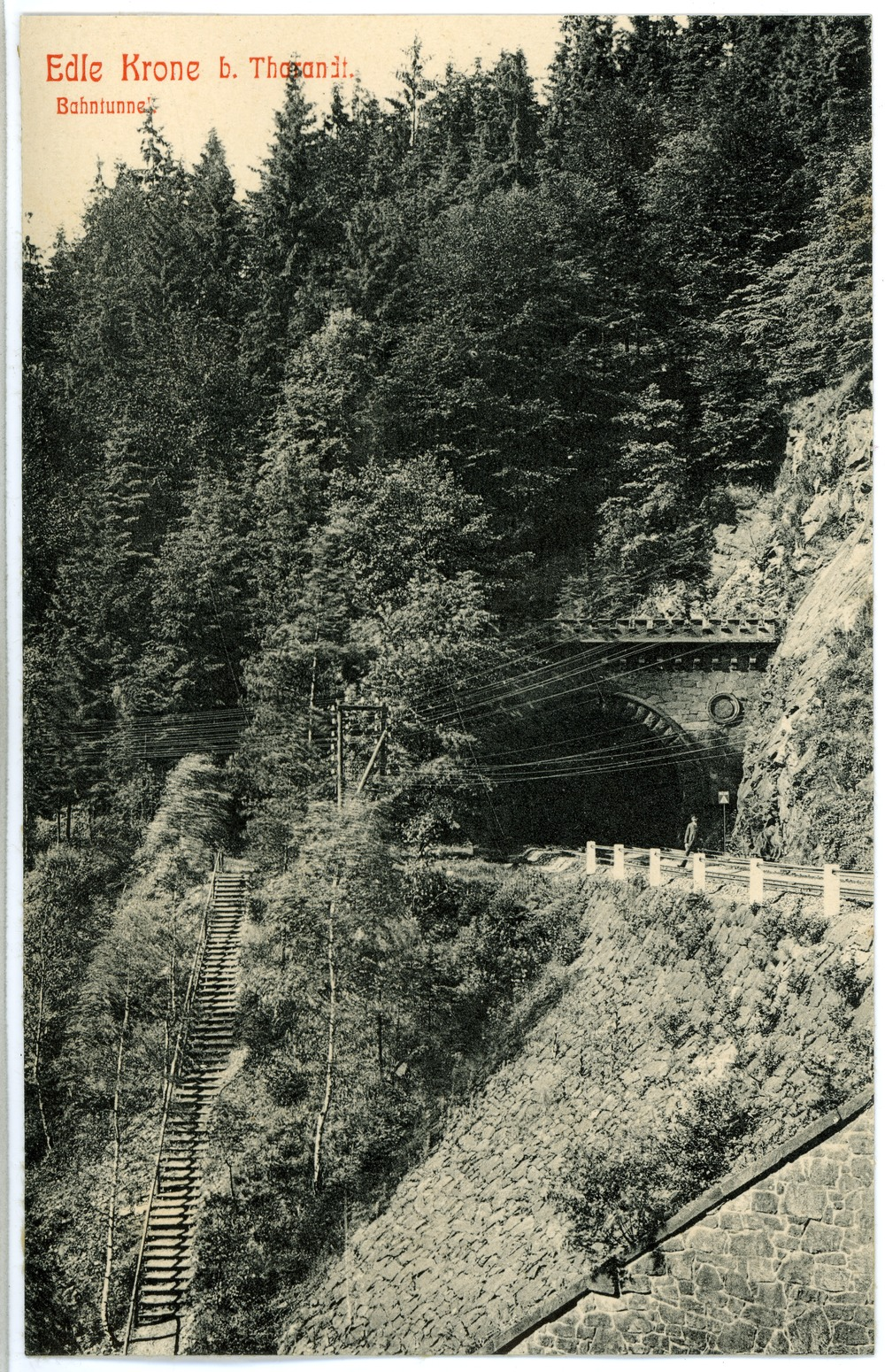
Östliches Tunnelportal (1903), von der Bahnhofstraße aus gesehen.

#### Tunnel

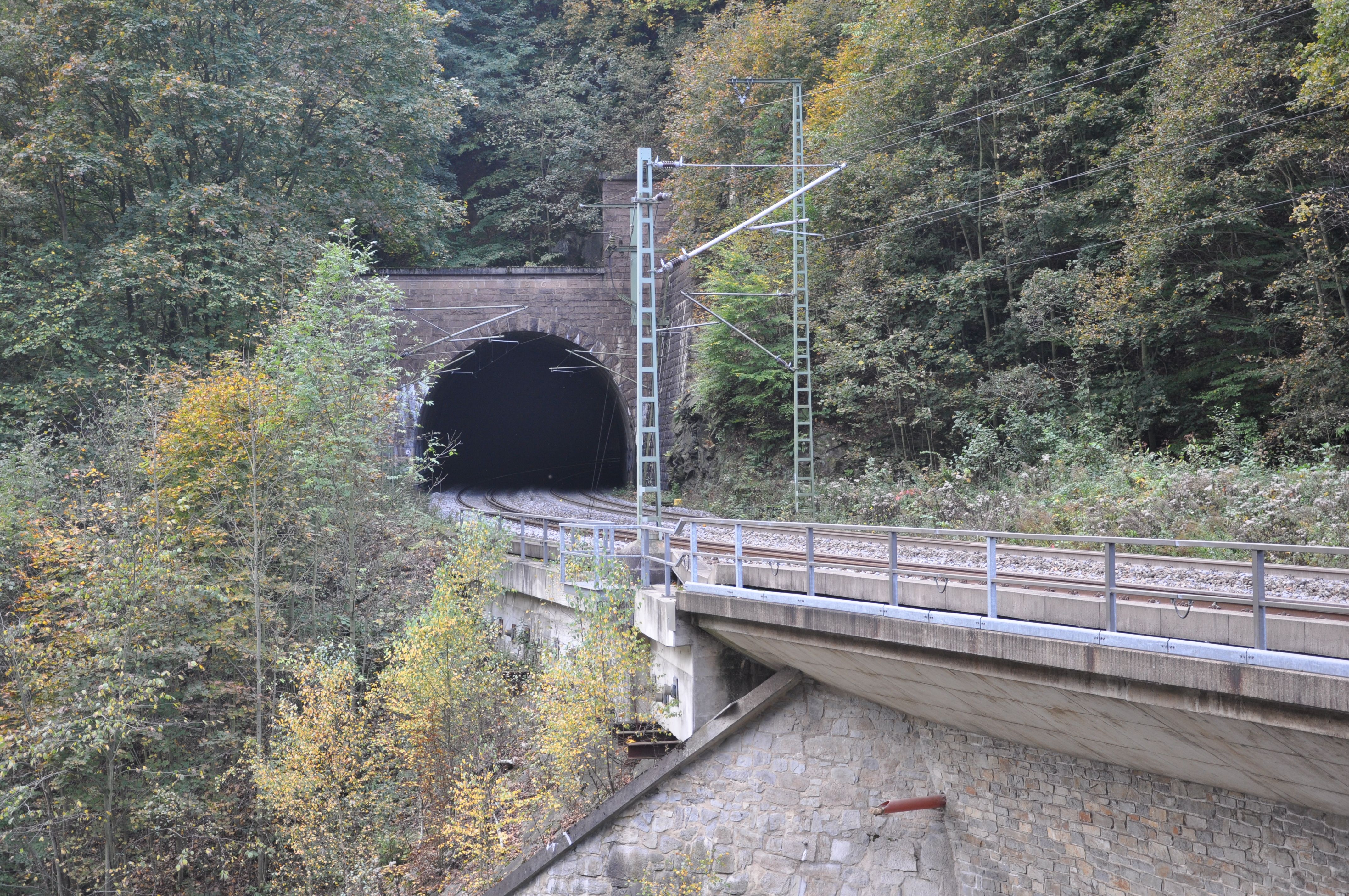
Östliches Tunnelportal (2014), ebenfalls von der Bahnhofstraße aus gesehen. Die optischen Veränderungen des Portals nach 1966 sind deutlich zu erkennen.

Unmittelbar westlich des Haltepunkts, aber am anderen Ufer der Wilden Weißeritz, befindet sich ein 122 Meter langer Eisenbahntunnel. Wie die gesamte Teilstrecke Tharandt–Freiberg war auch der Tunnel Edle Krone von vornherein zweigleisig ausgelegt und wurde zusammen mit der Strecke am 11. August 1862 eröffnet. Im Zusammenhang mit der Streckenelektrifizierung wurde das Profil des Tunnels in den Jahren 1964 bis 1966 aufgeweitet, der Tunnel erhielt dabei neue Portale und Haldenstürze. Der Querschnitt des Tunnels wurde um zwei Meter erweitert. Eine spezielle Schutzkonstruktion erlaubte es, den Felsausbruch und die Stabilisierung der Tunneldecke vorzunehmen ohne den Eisenbahnbetrieb zu unterbrechen, der Bahnbetrieb konnte bauzeitlich eingleisig unter der Schutzkonstruktion fortgeführt werden.
Der Tunnel befindet sich im Bogen nördlich des Zusammenflusses von Höckenbach und Wilder Weißeritz, rund 30 Meter über dem Fluss. Das westliche Tunnelportal liegt auf der Gemarkung von Dorfhain, der überwiegende Teil des Tunnels und dessen östliches Portal auf der Gemarkung von Tharandt.

#### Zwischenfälle
Die Schiebelokomotive eines bergwärtigen Vorortzuges fuhr am 2. Juni 1901 beim Halt in der damaligen Haltestelle Edle Krone so heftig auf den Schlusswagen des Zuges auf, dass insgesamt acht Reisende verletzt wurden.
Am 31. Mai 1929 fuhr im Bahnhof Edle Krone ein Bauzug auf die zum Wassernehmen vorgezogene Lokomotive. Zwei Wagen wurden zerstört, weitere mit Schienen beladene Wagen entgleisten. Fünf Schwer- und mehrere Leichtverletzte waren zu beklagen. Ursache war Bremsversagen des Bauzugs.
Ein ehemaliger Stollen der früheren Grube „Unverhofft Glück“ brach am 20. Dezember 1929 vor dem westlichen Portal des Eisenbahntunnels ein. Das talwärtige Streckengleis Werdau–Dresden konnte für einige Wochen nicht genutzt werden, der Eisenbahnverkehr war nur eingleisig auf dem Gleis Dresden–Werdau möglich.
Beim Eisenbahnunfall von Edle Krone entgleiste am 12. Dezember 1943 ein talwärts fahrender Güterzug etwa einen Kilometer westlich von Edle Krone. Sechs Todesopfer waren zu beklagen.

### Straßenverkehr

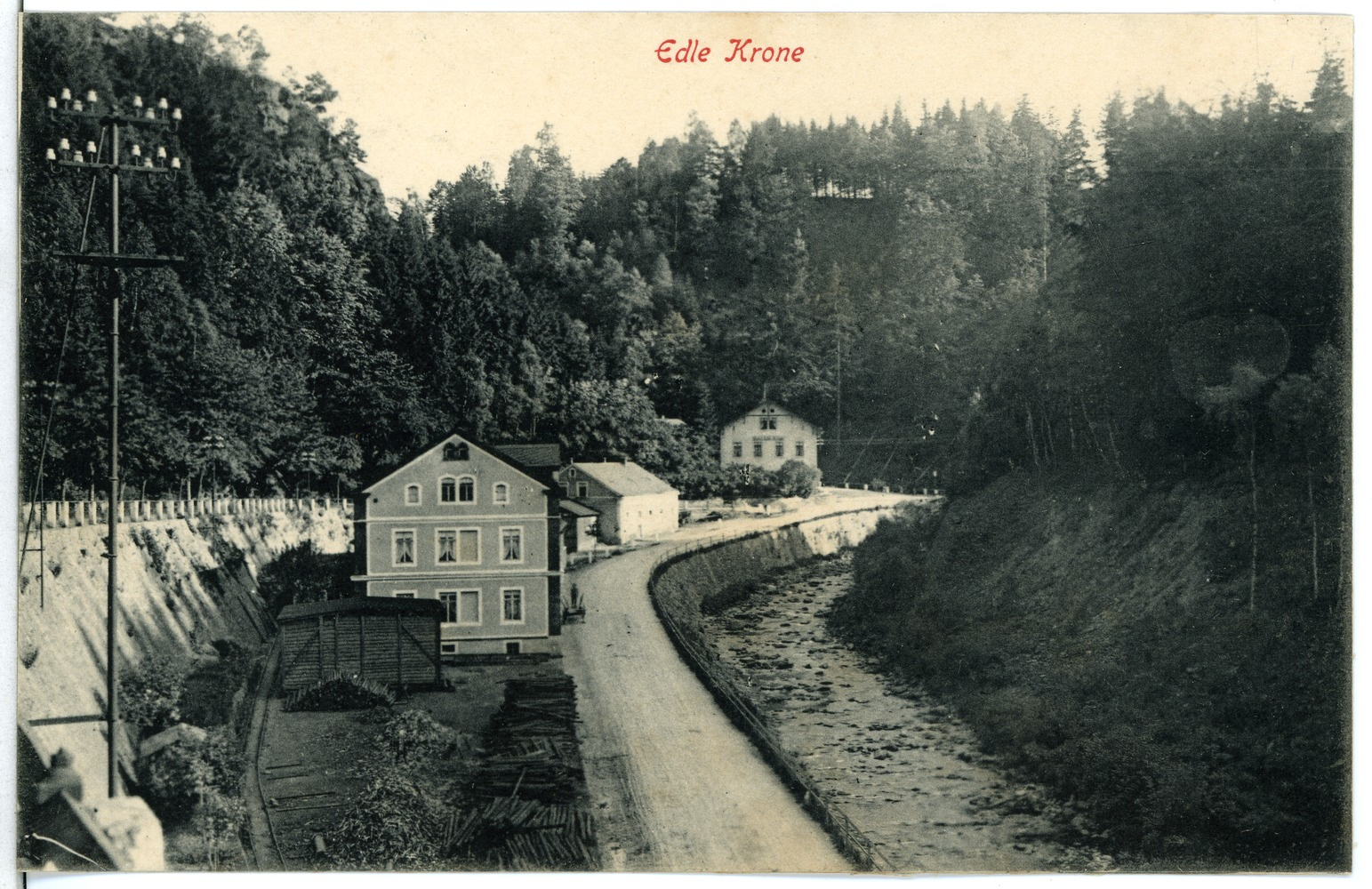
Blick vom Bahnhof Edle Krone in südlicher Richtung auf die Wilde Weißeritz und die heutige Staatsstraße S 192. Im Bildhintergrund das frühere Huthaus mit der Kreuzung. Die Staatsstraße führt hinter dem Huthaus in einem Linksbogen weiter nach Höckendorf, unmittelbar vor dem Huthaus zweigt nach rechts die heutige Kreisstraße K 9071 nach Dorfhain ab (1909).

Die Siedlung ist über die Staatsstraße 192 Wilsdruff–Tharandt–Edle Krone–Ruppendorf zu erreichen. Von dieser zweigt in Edle Krone die Kreisstraße K 9071, die von Edle Krone über Dorfhain nach Klingenberg führt, ab. Beide Straßen verlaufen bis zum Erreichen der benachbarten Ortschaften Dorfhain, Höckendorf und Tharandt unmittelbar entlang der Wilden Weißeritz bzw. des Höckenbachs.
In den regionalen Busverkehr ist Edle Krone mit den vom Regionalverkehr Sächsische Schweiz-Osterzgebirge betriebenen Linien 343, 375 und 382 eingebunden. Mit diesen bestehen (Stand 2023) werktäglich umsteigefreie Verbindungen nicht nur in die drei Nachbarorte Dorfhain, Höckendorf und Tharandt, sondern auch nach Borlas, Ruppendorf, Reichstädt, Klingenberg und Dippoldiswalde. Am Wochenende und an Feiertagen ist Edle Krone nicht im Busverkehr zu erreichen.